# Всесвітні інтелектуальні спортивні ігри
Всесвітні інтелектуальні спортивні ігри (англ. World Mind Sports Games) або Інтеліада — міжнародне змагання з настільних ігор, аналогічне Олімпійським іграм. Перші змагання відбулися в Пекіні по завершенню Олімпіади 2008 року.
Ігри проводяться під егідою Міжнародної асоціації розумових видів спорту.

## Пекінська інтеліада 2008
Інтеліада 2008 проходила в Пекіні, Китай з 3 по 18 жовтня 2008 року. Проводилися змагання з шахів, шашок, го, бриджу і сянці. Всього було розіграно 35 комплектів медалей. На іграх домінували господарі, які виставили свої найсильніші збірні у всіх видах спорту. Китайська команда завоювала 26 медалей, 12 із яких золоті. Україна здобула 9 нарогод, із них дві золоті, розділивши третє місце у загальному заліку із Південною Кореєю.